# Kiffiens
Les Kiffiens, du nom du site éponyme d'Adrar-n-Kiffi dans l'Adrar Bous, étaient des chasseurs et éleveurs de bovins ayant vécu dans le Ténéré, dans la partie centrale du Sahara, durant sa période humide de 7700 à 6200 avant notre ère.

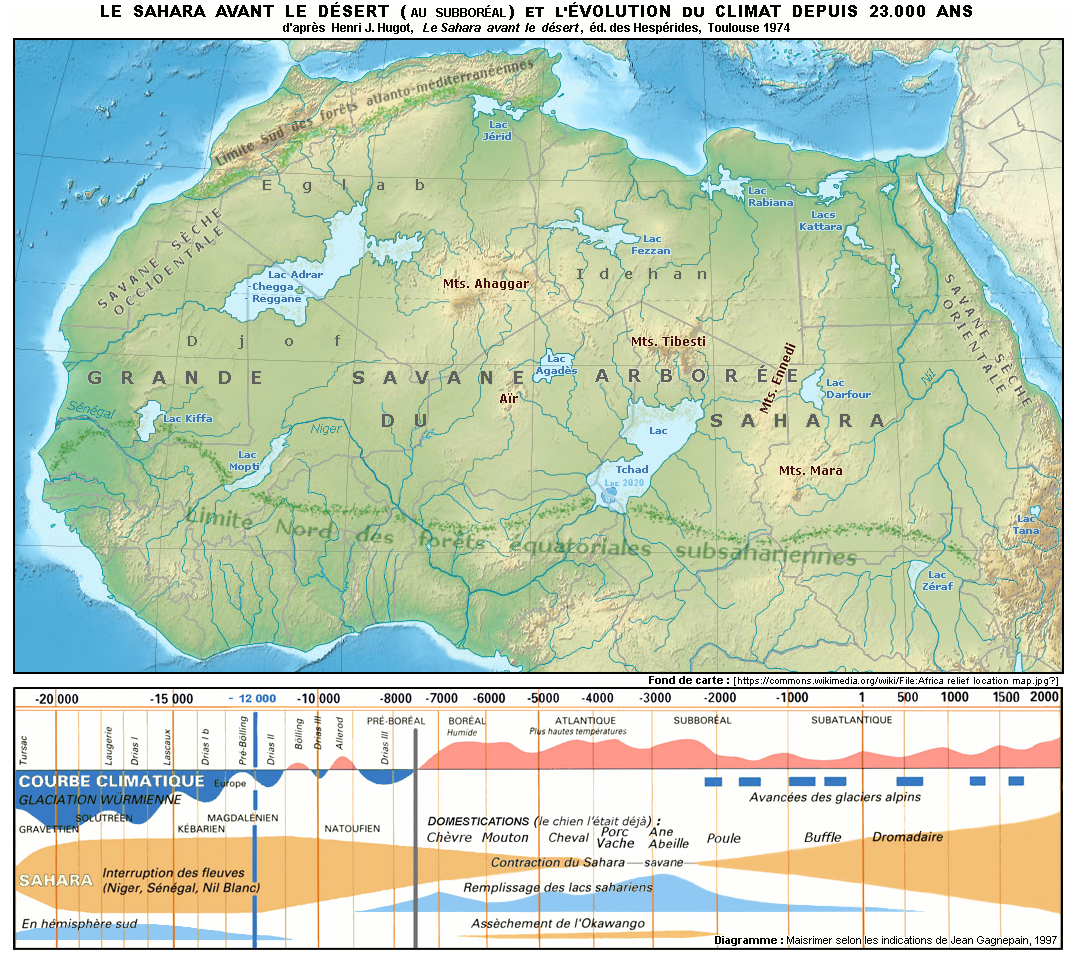
Le Sahara durant sa période humide, il y a de 10000 à 8000 ans : la végétation était de type savane arborée et la faune, attestée par les restes fossiles et l'art rupestre, comprenait des autruches, des gazelles, des girafes, des bovins, des rhinocéros, des éléphants, des hippopotames, des crocodiles…

Leurs ossements ont révélé que les Kiffiens mesuraient jusqu'à 1,80 m. De longues perches munies de pointes qui en faisaient d'efficaces harpons ont été retrouvées sur leurs sites par les archéologues.

## Source
1. ↑  D'après Henri J. Hugot,  Le Sahara  avant  le  désert,  éd. des Hespérides, Toulouse 1974 ; Gabriel Camps, « Tableau chronologique de la Préhistoire récente du Nord de l'Afrique : 2-e synthèse des datations obtenues par le carbone 14 » in Bulletin de la Société préhistorique français vol. 71, n° 1, Paris 1974, p. 261-278 et Jean Gagnepain.
2. ↑  Article du National geographic Nationalgeographic.com